# Taishi Narikuni
Taishi Narikuni (Tokyo, 13 novembre 1997) è un lottatore giapponese, specializzato nella lotta libera.

## Palmarès
- Campionati asiatici

Ulaanbaatar 2022: oro nei 70 kg.